# Nagroda „Rzeczpospolitej” im. Jerzego Giedroycia
Nagroda „Rzeczpospolitej” im. Jerzego Giedroycia – nagroda przyznawana od 2001 roku przez dziennik „Rzeczpospolita” od 2001 roku dla osób i instytucji, które w swej działalności kierują się zasadami wyznawanymi przez Jerzego Giedroycia, które cechuje bezinteresowna troska o sprawy publiczne, umacnianie pozycji Polski w Europie oraz kultywowanie dobrych stosunków z narodami Europy Środkowo-Wschodniej.
W kapitule przyznającej Nagrodę zasiadają obecnie: Bogumiła Berdychowska, Zygmunt Berdychowski, Czesław Bielecki, Adam Boniecki, Bogusław Chrabota (przewodniczący Kapituły), Krzysztof Czyżewski, Grzegorz Gauden, Zbigniew Gluza, Rustis Kamuntavičius, Paweł Kowal, Irena Lasota, Jan Malicki, Myroslav Marynovych, Andrzej Nowak, Adam Eberhardt, Tomasz Pietrasiewicz, Krzysztof Piesiewicz, Agnieszka Romaszewska-Guzy, Wojciech Sikora, Radosław Sikorski, Timothy Snyder, Tomas Venclova, Hanna Wawrowska (sekretarz Kapituły).

## Laureaci
- 2001 – Jerzy Kłoczowski
- 2002 – Zbigniew Gluza i Ośrodek „Karta”
- 2003 – Andrzej Przewoźnik
- 2004 – Marek Karp i Ośrodek Studiów Wschodnich
- 2005 – Natalja Gorbaniewska
- 2006 – Jerzy Pomianowski
- 2007 – Bohdan Osadczuk
- 2008 – Krzysztof Czyżewski
- 2009 – Zygmunt Berdychowski
- 2010 – Agnieszka Romaszewska-Guzy
- 2011 – Tomasz Pietrasiewicz
- 2012 – Andrzej Nowak
- 2012 – Timothy Snyder
- 2013 – Jan Malicki
- 2014 – Paweł Kowal
- 2015 – Instytut Wielkiego Księstwa Litewskiego
- 2016 – Bogumiła Berdychowska
- 2016 – Myrosław Marynowycz
- 2017 – Leon Tarasewicz
- 2017 – Andrzej Sulima Kamiński
  - 2017 – wyróżnienie Charles E. Merrill[3]
- 2018 Adolf Juzwenko